# Socalchemmis dolichopus
Socalchemmis dolichopus is een spinnensoort in de taxonomische indeling van de Tengellidae.
Het dier behoort tot het geslacht Socalchemmis. De wetenschappelijke naam van de soort werd voor het eerst geldig gepubliceerd in 1919 door Ralph Vary Chamberlin.